# Kākehsīāb
Kākehsīāb (persiska: كاكِهسياب, کاکه سیاب) är en ort i Iran.   Den ligger i provinsen Kurdistan, i den nordvästra delen av landet, 400 km väster om huvudstaden Teheran. Kākehsīāb ligger 1 577 meter över havet och antalet invånare är 367.
Terrängen runt Kākehsīāb är kuperad.Runt Kākehsīāb är det ganska glesbefolkat, med 50 invånare per kvadratkilometer. Närmaste större samhälle är Saqqez, 18,9 km nordväst om Kākehsīāb. Trakten runt Kākehsīāb består i huvudsak av gräsmarker.